# اللغة الأوستية
الأَوِستية أو أڨِستية (بالفارسية: اوستایی) هي اللغة الإيرانية القديمة وكذلك من الكتاب المقدس القديمة من الزرادشتيين، والأبستاق. والأَوِستية هي أحد أقرباء اللغة الفارسية القديمة.
تتكون الأوستية من لغتين: الأوستية القديمة (انتشرت في الألفية الثانية قبل الميلاد) والأوستية الحديثة (التي انتشرت في الألفية الأولى قبل الميلاد). عُرفت هذه اللغات من خلال استخدامها كلغة للكتاب المقدس في الديانة الزرادشتية (الأفستا) ، ومنه اشتق اسم اللغة. كلا اللغتين (الأوستية القديمة والأوستية الحديثة) هما من اللغات الإيرانية المبكرة ، وهما فرع من اللغات الهندية الإيرانية التي تتبع لعائلة اللغات الهندية الأوروبية . كان سلفها المباشر هو لغة الهندو إيرانيون ، وهي لغة شقيقة لـ اللغات الهندوآرية ، وكلاهما تطور من اللغات هندوإيرانية . لذا فإن الأوستية القديمة قريب جدًا في القواعد والمفردات من الفيدية السنسكريتية (أقدم لغة هندوآرية محفوظة).
كُتبت النصوص باللغة الأوستية في مناطق أراكوسيا، آريا ،باختريا ، ومارجيانا . وهي المناطق التي تقابل اليوم مجمل أراضي أفغانستان الحالية وأجزاء من طاجيكستان وتركمانستان وأوزبكستان. 